# Station Angoulême
Station Angoulême is een spoorwegstation in de Franse gemeente Angoulême. Op het station stoppen TGV's, Intercités en TER treinen van TER Poitou-Charentes, TER Aquitaine en TER Limousin.

## Treindienst
| Serie    | Treinsoort | Route | Bijzonderheden                                                                                |
| -------- | ---------- | --- | --------------------------------------------------------------------------------------------- |
| TGV 5200 | TGV (SNCF) | [ [ Nantes – ] / [ Rennes – ] Le Mans – ] / [ Bordeaux-Saint-Jean – Angoulême – Saint-Pierre-des-Corps – ] Massy TGV – Aéroport Charles-de-Gaulle 2 TGV – [ Lille-Europe ] / [ Lille-Flandres ]                     |                                                                                               |
| TGV 5400 | TGV (SNCF) | Bordeaux-Saint-Jean – Angoulême – Poitiers – Saint-Pierre-des-Corps – Massy TGV – Marne-la-Vallée - Chessy – Aéroport Charles-de-Gaulle 2 TGV – Champagne-Ardenne TGV – Meuse TGV – Lorraine TGV – Strasbourg-Ville | Rijdt driemaal per dag. Twee treinen via Meuse TGV, een via Aéroport Charles-de-Gaulle 2 TGV. |